# Vodní skok
Vodní skok je hydraulický jev, kterým přechází proudění bystřinné do proudění říčního. Ve vodním skoku dochází k přeměně kinetické energie bystřinného proudění na energii potenciální za současné ztráty energie. Vodní skok se jeví jako bouřlivý jev, dobře vyvinutý je charakteristický rotujícím válcem silně provzdušené vody na svém čele. V zásadě se jedná o stojatou rázovou vlnu.
Vzhledem k poměrně velké ztrátě energie, k níž ve vodním skoku dochází, je využíván ve vodním stavitelství k tlumení energie vody přepadající přes jezy i přelivné objekty přehrad s pomocí vývaru (též podjezí), který zajišťuje stálou polohu vodního skoku.

## Druhy a typy vodního skoku
Podle podmínek vzniku vodního skoku se rozlišují tři základní typy (viz obrázek
- vodní skok vlnovitý
- vodní skok prostý
- vodní skok s povrchovým režimem.

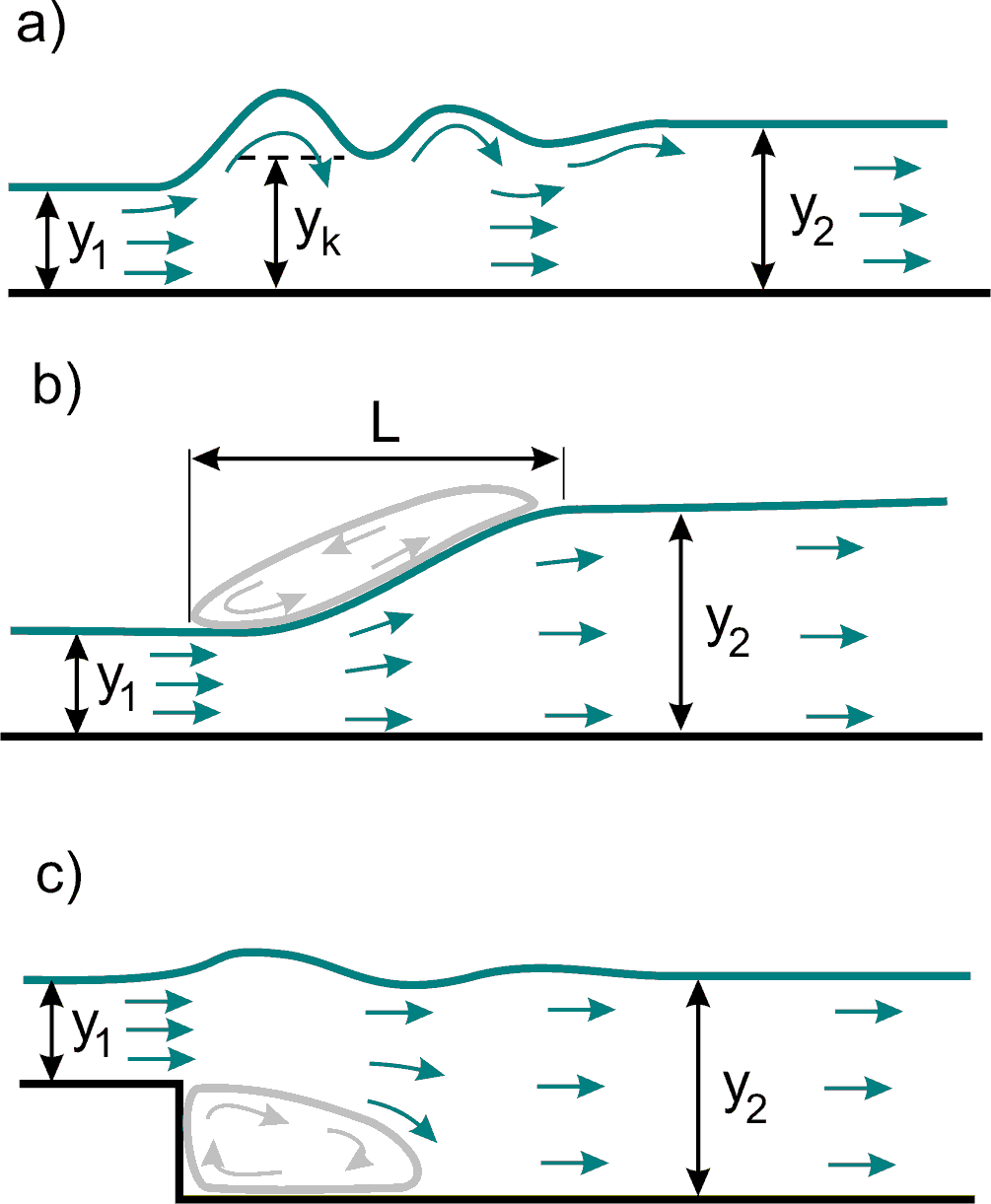
Typy vodního skoku: a) vlnovitý b) prostý c) s dnovým režimem

Hloubky {\displaystyle y_{1}} [m] a {\displaystyle y_{2}} [m] na čele a na konci vodního skoku (tzv. vzájemné hloubky) jsou ve vzájemném funkčním vztahu (viz níže).
Vlnovitý vodní skok vzniká při malém rozdílu hloubek bystřinného a říčního proudění, resp. při {\displaystyle Fr_{1}\leq 1,7} kde {\displaystyle Fr_{1}} [-] je Froudeho číslo bystřinného proudění před čelem vodního skoku, či při {\displaystyle y_{2}<1,3y_{k}} kde {\displaystyle y_{2}} je hloubka říčního proudění za vodním skokem a {\displaystyle y_{k}} [m] je hloubka kritická. Vlnový skok je charakteristický tím, že se netvoří provzdušený válec, ale jen řada postupně tlumených vln na hladině.
Prostý vodní skok vzniká při {\displaystyle Fr_{1}>1,7}, resp. pokud {\displaystyle y_{2}>(1,3-1,4)y_{k}}. Je charakteristický tím, že rozbíhavý proud jde po dně a na čele je překryt rotujícím válcem provzdušené vody s horizontální osou. Peterka rozlišuje podle velikosti {\displaystyle Fr_{1}} několik tzv. intenzit vodního skoku, které se mezi sebou liší mj. sklonem čela skoku a velikostí a intenzitou provzdušeného válce na čele skoku. Jsou to:
- vodní skok slabý při {\displaystyle 1,7<Fr_{1}\leq 2,5}
- vodnískok oscilující při {\displaystyle 2,5<Fr_{1}\leq 4,5}
- vodní skok prostý při {\displaystyle 4,5<Fr_{1}\leq 9}
- vodní skok silný při {\displaystyle Fr_{1}>9}.

Pro tlumení energie je optimální vodní skok prostý; slabý a oscilující vodní skok zpravidla vyžadují speciálně navržený vývar, silný skok též působí vzhledem ke své charakteristice při návrhu vývaru problémy.
Vodní skok s povrchovým režimem vzniká zejména při použití konstrukcí typu nízkého lyžařského můstku. Proudění je ve srovnání s prostým skokem obrácené - rozbíhavý proud se rozšiřuje od hladiny ke dnu a překrývá rotující (zde neprovzdušený) válec pod patou můstku. Výhodou povrchového režimu je směr rotace dnového válce, který v případě splaveninového dna splaveniny spíše přisunuje ke konstrukci a brání tak jejímu případnému podemílání; výmol je posunut směrem po proudu.
Další je rozlišení podle polohy vodního skoku vůči konstrukci.

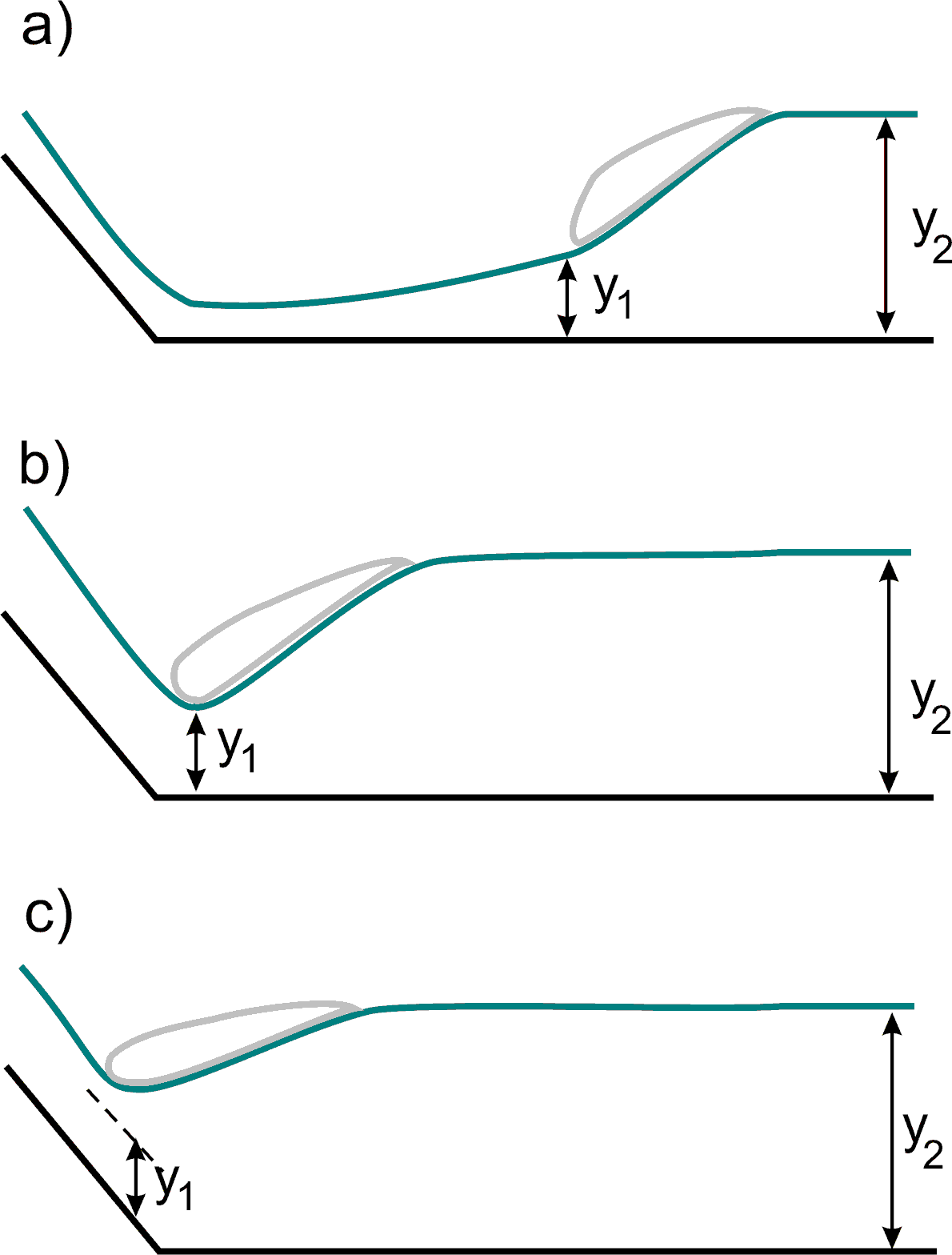
Vodní skok - poloha vůči konstrukci: a) oddálený b) přilehlý c) vzdutý

Pokud je hloubka vody v patě konstrukce menší než první vzájemná hloubka (viz níže) {\displaystyle y_{1}} příslušná druhé vzájemné hloubce {\displaystyle y_{2}} (což je v tomto případě hloubka vody v odpadním korytě), pokračuje bystřinné proudění pod konstrukcí křivkou vzdutí až do místa, kde jeho hloubka dosáhne právě hodnoty {\displaystyle y_{1}} a kde tedy vodní skok vznikne. Tento druh vodního skoku nazýváme vodní skok oddálený.
Pokud má bystřinné proudění v patě konstrukce hloubku právě {\displaystyle y_{1}}, odpovídající druhé vzájemné hloubce {\displaystyle y_{2}} (hloubce v odpadním korytě), vznikne vodní skok v patě konstrukce a vodní skok nazýváme vodní skok přilehlý (rozumí se ke konstrukci).
Pokud je hloubka bystřinného proudění v patě konstrukce větší než první vzájemná hloubka {\displaystyle y_{1}} vodního skoku, vzniká vodní skok vzdutý.

## Rovnice vodního skoku
Obecný vztah vzájemných hloubek {\displaystyle y_{1}} a {\displaystyle y_{2}} lze snadno odvodit pomocí věty o hybnosti proudu. Přitom předpokládáme, že vodní skok je natolik krátký, že ztráty třením můžeme zanedbat. Podobně předpokládáme dno vodorovné či v tak malém sklonu, že můžeme zanedbat horizontální složku tíhy vody. Podélná (horizontální) složka síly, kterou na kapalinu působí stěny koryta je nulová, takže posléze jako vnější síly zbývají pouze síly tlakové v profilu 1 a 2 a přitom rozdělení tlaku se řídí zákony hydrostatiky. Tyto síly jsou
{\displaystyle F_{1}=\rho gS_{1}z_{1}} a {\displaystyle F_{2}=\rho gS_{2}z_{2}}
kde {\displaystyle F_{i}} [N] je tlaková síla v {\displaystyle i}-tém profilu, {\displaystyle \rho } [kgm−3] hustota kapaliny, {\displaystyle g} [ms−2] gravitační zrychlení, {\displaystyle S_{i}} [m2] průtočná plocha v {\displaystyle i}-tém profilu a {\displaystyle z_{i}} [m] hloubka těžiště příslušné plochy pod hladinou.
Větu o hybnosti proudu tedy můžeme rozepsat ve tvaru
{\displaystyle F_{1}-F_{2}=\beta \rho Q(v_{1}-v_{2})}
kde {\displaystyle \beta } [-] je Boussinesqovo číslo (korekční faktor hybnosti zohledňující nerovnoměrné rozdělení rychlosti po profilu), {\displaystyle Q} [m3s−1] průtok a {\displaystyle v_{i}} rychlost v {\displaystyle i}-tém profilu. Po dosazení za tlakové síly a úpravě (vydělení {\displaystyle \rho g}, dosazení {\displaystyle v_{i}=Q/S_{i}}a reorganisaci výrazu) dostáváme obecnou rovnici vodního skoku prostého
{\displaystyle {{\beta Q^{2}} \over {gS_{1}}}+S_{1}z_{1}={{\beta Q^{2}} \over {gS_{2}}}+S_{2}z_{2}}.
Pokud uvažujeme levý (či pravý) člen rovnice vodního skoku jako funkci hloubky {\displaystyle \Pi (y)}, můžeme obecnou rovnici vodního skoku psát též ve tvaru {\displaystyle \Pi (y_{1})=\Pi (y_{2})}. Z obecné rovnice vodního skoku můžeme pro koryto obecného tvaru při znalosti jedné vzájemné hloubky relativně snadno (pomocí numerických metod) dopočítat druhou.
Velmi často se v praxi vyskytuje případ obdélníkového koryta. Pro něj lze z obecné rovnice vodního skoku odvodit (viz literatura) běžně užívané vztahy
{\displaystyle y_{2}={y_{1} \over 2}{\biggl (}{\sqrt {1+{{8q^{2}} \over {gy_{1}^{3}}}}}-1{\biggr )}={y_{1} \over 2}{\biggr (}{\sqrt {1+{\biggr (}{y_{k} \over y_{1}}{\biggl )}^{3}}}-1{\biggr )}={y_{1} \over 2}({\sqrt {1+8Fr_{1}^{2}}}-1)}
z nichž nejčastěji se vyskytuje vztah poslední. Pouhým zaměněním příslušných veličin pro jednotlivé profily může vypočíst hloubku {\displaystyle y_{1}} pro zadanou hloubku {\displaystyle y_{2}}. Ve výše uvedených vztazích je {\displaystyle q=Q/B} [m2s−1] specifický průtok, kde {\displaystyle B} [m] je šířka obdélníkového koryta.

## Rozměry vodního skoku
Výšku vodního skoku {\displaystyle h_{s}} [m] určíme jako rozdíl vzájemných hloubek {\displaystyle h_{s}=y_{2}-y_{1}}.
Pro délku {\displaystyle L} vodního skoku, která se udává jako délka průmětu začátku a konce provzdušeného válce na horizontální rovinu (přičemž ale oba konce skoku nejsou stabilní a v jistých mezích pulsují), existuje několik vztahů podle různých autorů:
- Smetana udává {\displaystyle L=6(y_{2}-y_{1})}
- Pikalov {\displaystyle L=4y_{1}({\sqrt {1+2Fr_{1}}})}
- Pavlovskij {\displaystyle L=2,5(1,9y_{2}-y_{1})}
- Čertousov {\displaystyle L=10,3y_{1}(Fr_{1}-1)^{0,81}}
- Peterka[7] uvádí graf závislostí jednak {\displaystyle L/y_{1}=f(Fr_{1})}, jednak {\displaystyle L/y_{2}=f(Fr_{1})}, kde jsou v grafu uvedeny i výsledky měření několika dalších (západních) autorů.

### Vlnovitý vodní skok
Pro vlnovitý vodní skok literatura udává vztah
{\displaystyle y_{2}\approx y_{1}Fr_{1}^{2}},
pro výšku skoku
{\displaystyle h_{s}=y_{2}-y_{1}=y_{1}(Fr_{1}^{2}-1)}
a pro délku skoku, kterou lze určit jen obtížně, protože vlny se propagují i do oblasti říčního proudění za vlastním vodním skokem podle Dmitrijeva
{\displaystyle L\approx 10,6h_{s}=10,6y_{1}(Fr_{1}^{2}-1)}.

### Vzdutý vodní skok
Vodní skok vzdutý vznikne, pokud hladina v odpadním korytě za vodním skokem je výše než odpovídá druhé vzájemné hloubce vodního skoku, který se přitom nemůže, díky tomu, že narazí na konstrukci nebo proudový paprsek, pohybovat proti proudu. Poměr hloubky vody {\displaystyle y_{d}} [m] v odpadním korytě a druhé vzájemné hloubky {\displaystyle y_{2}} nazýváme mírou vzdutí {\displaystyle \sigma } [-],
{\displaystyle \sigma =y_{d}/y_{2}}. Vzdutý vodní skok je využíván ve vodním stavitelství ke tlumení kinetické energie vody proudící přes jez nebo přelivný objekt přehrady. Aby byla jeho existence zabezpečena, navrhuje se obvykle prohloubený vývar tak, aby se právě vytvořil vodní skok o relativně malé míře vzdutí (plně postačuje {\displaystyle \sigma =1,05-1,10}) - čili hloubka vody ve vývaru{\displaystyle y_{d}=\sigma y_{2}}.
Ztráta energie ve vzdutém vodním skoku je poněkud větší než ve skoku prostém, v hydraulických výpočtech se tento rozdíl neuvažuje, protože je na straně bezpečnosti. Délka vzdutého skoku je menší než prostého, podle Pikalova (viz ) je {\displaystyle L\approx 3\sigma y_{2}}.

## Ztráta energie ve vodním skoku
Ztrátu energie ve vodním skoku určíme z Bernoulliho rovnice pro oba krajní profily:
{\displaystyle y_{1}+{{\alpha v_{1}^{2}} \over {2g}}=y_{2}+{{\alpha v_{2}^{2}} \over {2g}}+Z}
kde {\displaystyle \alpha } [-] je Coriolisovo číslo a {\displaystyle Z} [m] ztráta (resp. ztrátová výška) energie ve vodním skoku. Po dosazení a úpravě dostaneme výsledný vztah
{\displaystyle Z={(y_{2}-y_{1})^{3} \over {4y_{1}y_{2}}}}.